# بيت راديماشير
بيت راديماشير (بالإنجليزية: Pete Rademacher)‏ مواليد 20 نوفمبر 1928 في تيتون، واشنطن، الولايات المتحدة، هو ملاكم أمريكي سابق صنف ضمن فئة الوزن الثقيل. سبق أن شارك في دورة الألعاب الأولمبية الصيفية.

## إحصائيات
خاض خلال مسيرته 23 نزالا، فاز في 15 وتعادل في 1 وخسر في 7. فاز بالضربة القاضية في 8 نزالات.

## الميداليات
| الميدالية | المسابقة                       |
| --------- | ------------------------------ |
| ذهبية     | الألعاب الأولمبية الصيفية 1956 |

## روابط خارجية
- بيت راديماشير على موقع بوكس ريك (الإنجليزية) (registration required)
- بيت راديماشير على موقع اللجنة الأولمبية الدولية (الإنجليزية)
- بيت راديماشير على موقع أوليمبيديا (الإنجليزية)